# Zonnedauw
Zonnedauw (Drosera) is een geslacht van vleesetende planten uit de zonnedauwfamilie (Droseraceae) en telt rond de tweehonderd soorten.
De botanische naam Drosera is afgeleid van het Oudgrieks δρόσος (drosos) = dauw. De zonnedauw lokt, vangt en verteert insecten door een glinsterende, kleverige substantie aan diens tentakeltjes. De prooi dient om de plant te voorzien van voedingsstoffen die vrijwel afwezig zijn in de bodem waar de planten leven. De meeste zonnedauwsoorten leven in moerasachtige gebieden, maar er zijn uitzonderingen in uiterst droge gebieden.

## Kenmerken
Zonnedauwsoorten zijn zelden eenjarig, maar meestal overblijvende kruidachtige planten, rozetvormend, rechtopstaand of klimmend met een gestaltehoogte van één tot honderd centimeter, afhankelijk van de soort. erythrogyn). Het is bewezen dat ze een leeftijd van meer dan 50 jaar kunnen bereiken. Het geslacht is zo gespecialiseerd in de opname van stikstof door insecten te vangen dat het het enzym nitraatreductase volledig mist, althans bij de dwergzonnedauwsoort, die planten normaal gesproken nodig hebben voor de opname van grondgebonden nitraat. Vegetatieve voortplanting vindt plaats via bovengrondse uitlopers, uitlopers of - afhankelijk van de groeivorm - door vorming van knobbeltjes of broedschubben.

### Groeivormen
Het geslacht kan worden onderverdeeld in verschillende groeivormen:
- Getemperde vormen: dit omvat alle soorten die in Europa voorkomen. Voor overwintering gaan de planten in een zogenaamde winterslaap, waaruit ze in het voorjaar weer ontkiemen (= hemicryptofyt). Interessant genoeg zijn er ook vormen van sommige van dergelijke soorten onder subtropische tot tropische omstandigheden die niet in winterslaap gaan en daarom geen winterslaap ontwikkelen (langbladige zonnedauw, middelgrote zonnedauw).
- Subtropische vormen: De planten hebben een vegetatieperiode het hele jaar door onder vrijwel constante klimatologische omstandigheden.
- Dwergvormen: Een groep van ongeveer 40 Australische soorten die worden gekenmerkt door dwerggroei, de vorming van broedschubben en de ontwikkeling van dikke haren in het hart van de rozet. Dit dient de plant om zichzelf te beschermen tegen de intense zon in de Australische zomer. Het komt overeen met de sectie Bryastrum.
- Tubereuze Drosera: Meer dan veertig Australische soorten verhuizen naar een ondergrondse knol om een extreem droge zomer te overleven, waaruit ze in de herfst weer ontkiemen. Deze zogenaamde bolvormige drosera zijn verder onderverdeeld in opgaande, klimmende en rozetvormige soorten. De groep komt grotendeels overeen met het onderklasse Ergaleium.
- Petiolaris-complex: Een tropische groep Australische soorten die onder constant hoge temperaturen leven, maar in omstandigheden met variabele luchtvochtigheid. Enkele van de 14 soorten in de groep hebben hiervoor speciale strategieën ontwikkeld, bijvoorbeeld dik haar, dat beschermt tegen uitdroging en dient om condens uit de lucht op te vangen; dit is het geval met de ochtenddauw. Het komt grotendeels overeen met de Lasiocephala-sectie.

Hoewel niet gedefinieerd door een groeiwijze in strikte zin, wordt vaak een andere groep genoemd:
Queenslanddrosera: Een kleine groep van drie nauw verwante soorten (Drosera schizandra, Drosera prolifera en Drosera adelae) die gedijen en endemisch zijn in tropische regenwouden in het noorden van de Australische staat Queensland bij extreem hoge luchtvochtigheid en lage lichtintensiteit. Ze geven echter de voorkeur aan verschillende microhabitats en verschijnen nooit samen.

### Wortels
Het wortelstelsel van de meeste zonnedauwsoorten is slecht ontwikkeld. Het dient voornamelijk om de plant in de grond te verankeren en om water op te nemen, de wortels zijn bijna niet relevant voor de aanvoer van voedingsstoffen. Sommige Zuid-Afrikaanse soorten slaan water en voedingsstoffen op in hun wortels. Bij sommige Australische soorten worden knollen voor dit doel als opslagorgaan gebruikt, ze dienen om de plant te overleven in extreme droogte. De penwortels van dwergzonnedauwsoorten zijn vaak extreem langwerpig in verhouding tot hun grootte, een plant van één centimeter hoog kan een penwortel ontwikkelen tot wel 15 centimeter lang. Stamvormende dwergzonnedauwsoorten ontwikkelen op oudere leeftijd vaak steunwortels, die vanaf de kruin tot op de grond groeien.

### Bladeren
Binnen het geslacht hebben zich talloze, soms zeer verschillende bladvormen ontwikkeld, met of zonder steel. De meest ongebruikelijke vorm is zeker de een of meer gevorkte Drosera binata. Afhankelijk van de soort is het hele vangblad in verschillende mate mobiel en ondersteunt zo het vangproces, zodat de Kaapse zonnedauw (Drosera capensis) zijn blad meer dan 360 ° kan buigen en daardoor zijn prooi bijna volledig kan omsluiten.
Glandulaire of lijmtentakels
Ongeacht hun vorm worden alle zonnedauwsoorten gekenmerkt door hun tentakels op de bladeren, bedekt met kleverige afscheidingen, die bij alle soorten van het geslacht kunnen worden verplaatst. De lijmtentakels op de bladrand zijn vaak sterk langwerpig. Dit zijn gesteelde klieren die een kleverige, suikerachtige afscheiding afscheiden waarvan de glans insecten aantrekt, die vervolgens aan de afscheiding blijven kleven. De tentakels in de directe omgeving van de prooi leunen dan ook mee in de richting van de vangst en verhogen zo de hechting en de daaropvolgende vertering. De gevangen dieren sterven door uitputting of stikken in de stroperige afscheiding die in hun luchtpijp sijpelt en ze blokkeert. Ondertussen scheiden de tentakels enzymen af zoals esterase, peroxidase, fosfatase en protease, die nu langzaam de prooi afbreken en de voedingsstoffen die het bevat oplossen. De zo opgeloste voedingsstoffen worden vervolgens door de klieren op het bladoppervlak opgenomen en gebruikt voor het groeiproces. Dit laatste kan bij sommige soorten ook ontbreken, bijvoorbeeld bij Drosera erythrorhiza.
Snelle tentakels
De term snelle tentakel werd aan het begin van het millennium door Jan Schlauer bedacht, omdat ze omhoog kunnen bewegen en tegelijkertijd erg snel kunnen zijn. Dit zijn droge, bijzonder lange tentakels aan de rand van het blad die bij aanraking de prooi door een bocht van 180° naar achteren slingeren in de lijmtentakels in het midden van het blad. Dit vangsysteem wordt ook wel katapultlijmval genoemd. De beweging vindt plaats in een gewrichtszone, maar hun functie en morfologie zijn anders. In tegenstelling tot de lijmtentakels die in alle richtingen kunnen bewegen en verticaal op het bladoppervlak kunnen staan, kunnen snelle tentakels alleen omhoog of omlaag bewegen, maar door hun brede basis zeer krachtig en snel. Ze komen alleen voor in het ondergeslacht Drosera. Veel soorten vormen in ieder geval als zaailingen snelle tentakels, maar komen bij volwassen planten alleen voor bij soorten met een basale rozet, terwijl ze bij rechtopstaande soorten ontbreken. Hun snelheid, functie en morfologie verschillen in verschillende secties. Voor de duur van het vangproces werden tijden in het bereik van tienden van een seconde gemeten in dwerg drosera (sectie Bryastrum). Het proces is het snelst in D. glanduligera, waar het slechts 75 ms duurt (ter vergelijking: Venus-vliegenval: 100 ms). Dit type tentakel werkt echter maar één keer, omdat cellen in de gewrichtszone worden vernietigd door hoge hydraulische druk. Bij alle andere soorten keren de tentakels na een tijdje terug naar hun oorspronkelijke positie.
Niet-glandulaire uitbarstingen
Sommige soorten (sectie Arachnopus) hebben naast hun vangsttentakels gemodificeerde tentakels ontwikkeld, waarvan sommige een onverklaarbare functie hebben. Deze scheiden geen afscheiding of enzymen uit en verschillen significant van de vangsttentakels in grootte en structuur. In het geval van Drosera hartmeyerorum kunnen ze dienen om mensen aan te trekken door hun opvallende kleur. De opkomst van Drosera indica, die over het gehele bladoppervlak op de vangbladeren is verdeeld, is tussen 0,1 en 1,0 mm klein, paddestoelvormig en heeft een halfronde gele kop bij Australische variëteiten, terwijl Afrikaanse variëteiten een doorschijnende, golvende plaatvormige kop hebben. Deze zijn zo klein dat ze nauwelijks met het blote oog waarneembaar zijn, waardoor ze visueel aantrekkelijk zijn voor insecten is daarom vrij onwaarschijnlijk.
Bij Drosera hartmeyerorum zijn de goed zichtbare, 3–4 mm grote, heldergele uitlopers geconcentreerd op de bladbasis van de altijd donkerrode vangbladeren en boven de donkerrode halvemaanvormige schutbladen van de bloeiwijze, waar ze een echte lichtketting vormen. Ze vertonen een complexe structuur: een lensachtige structuur van honingraatvormige, transparante reuzencellen zit als het hoofd op een transparante tentakelsteel, die invallend licht focust op een compact, heldergeel centrum. Als er nu licht op de opkomstkoppen valt, lichten ze heldergeel op. Met name de lens tentakels die op de rode schutbladen van de bloeiwijze zitten, creëren een echt gele lichtketting wanneer het licht valt. Doordat insecten een andere kleurbeleving hebben, is het donkerrood van de plant voor hen een bijna zwarte achtergrond, waartegen de uitlopers rijkelijk contrasteren.

### Bloemen, fruit en zaden
Zoals bij bijna alle carnivoren gebruikelijk, staan de bloemen van de zonnedauw meestal op zeer lange bloeiwijzen boven de plant, zodat eventuele bestuivende insecten niet door de bladeren worden gevangen. De meestal ongekurkte bloeiwijzen zijn meestal wraps, waarvan de bloemen afzonderlijk openen en meestal maar kort bloeien. De belangrijkste factor voor het openen van de bloem is de intensiteit van de zon, de bloeiwijzen zijn ook heliotroop, dus draaien ze naar de zon. Bovendien werd het sluiten van de bloemen bij mechanische stimulatie waargenomen. De radiale, hermafrodiete bloemen zijn altijd eenvoudig en vijfvoudig. Slechts twee soorten vallen in dit opzicht niet op één lijn, namelijk de viervoudige Drosera pygmaea en de acht tot twaalfvoudige Drosera heterophylla. De bloemen van de meeste soorten zijn extreem klein (minder dan 1,5 cm), maar een paar (Drosera regia en Drosera cistiflora) hebben bloemen met een diameter tot vier centimeter. Zonnige bloemen zijn in de regel wit of roze. Bij de Australische en Afrikaanse soorten heerst een iets grotere verscheidenheid aan kleuren. Er zijn ook af en toe oranje (Drosera callistos), rood (Drosera cistiflora), geel (Drosera zigzagia) of zelfs paars-metallic gekleurd (Drosera microphylla).
De eierstokken zijn bovenaan. Er worden capsulevruchten gevormd met een groot aantal kleine zaden. Veel soorten zonnedauw zijn zelfbestuivend. Er worden vaak grote hoeveelheden zaden geproduceerd. De zaden zijn zwart, stoffig en lichtkiemend, maar verliezen snel hun kiemkracht. Bijna alle soorten zijn windverspreiders, bij enkele soorten (Drosera felix, Drosera kaieteurensis) is er een speciale vorm van verspreiding waarbij de zaden uit de zaadcapsule worden geworpen door de impact van een regendruppel (regendruppel of spatbeker). Soorten van gematigde zones zijn vorstbacteriën.

## Verspreiding
De gebieden van het geslacht strekken zich uit van Canada in het noorden tot Nieuw-Zeeland in het zuiden. De belangrijkste verspreidingsgebieden zijn Australië met bijna 50 procent van alle soorten, Zuid-Amerika met twintig tot dertig soorten en zuidelijk Afrika. Een paar soorten komen veel voor in Eurazië en Noord-Amerika. Deze gebieden moeten echter worden beschouwd als marginale gebieden van het geslacht, evenals de buitenste arctische voorvallen. De evolutionaire scheiding van het geslacht hangt mogelijk samen met het uit elkaar drijven van de continenten die voorheen bij elkaar hoorden als het supercontinent Gondwana, maar een daaropvolgende verspreiding over grote afstanden wordt ook besproken. De oorsprong van het geslacht uit Australië of Afrika wordt verondersteld. In Europa zijn er slechts drie soorten (naast de natuurlijke hybriden Drosera × obovata en Drosera × eloisiana): de rondbladige zonnedauw (D. rotundifolia), de langbladige zonnedauw (D. anglica) en de middelgrote zonnedauw (D. intermedia).
Het geslacht wordt vaak kosmopolitisch genoemd, d.w.z. komt wereldwijd voor. De botanicus Ludwig Diels, auteur van de enige monografie over de familie tot dusverre, beschreef dit echter als een ernstig misverstand over hun zeer eigenaardige verspreidingscondities, hoewel de zonnedauwsoort een aanzienlijk deel van het aardoppervlak besloeg. Hij wees in het bijzonder op hun gebrek in bijna alle droge zones, talrijke regenwoudgebieden, aan de Amerikaanse Pacifische kust, in Polynesië, de Middellandse Zee en Noord-Afrika, evenals op de zeer lage biodiversiteit in gematigde zones, bijvoorbeeld Europa en Noord-Amerika.

## Habitats
Zonnedauwsoorten groeien meestal in seizoensgebonden vochtige, zelden permanent natte gebieden met voedselarme, zure bodems en veel zon, o.a. in heidevelden, in wallum, fynbos, op eilandbergen, maar ook in moerassen en aan de oevers van rivieren. Veel vormen groeien samen met veenmossen, die voedingsstoffen uit de ondergrond halen en tegelijkertijd verzuren, wat de groei van potentiële concurrenten belemmert. Het geslacht is echter zeer variabel in zijn habitatvereisten, In individuele gevallen slagen soorten er zelfs in om zich te vestigen in zeer atypische gebieden zoals regenwouden, woestijnen (bijv. Drosera burmannii en Drosera indica) of in biotopen met sterke schaduw (Queenslanddrosera). De gematigde soorten die in de winter winterslaap ontwikkelen, vertegenwoordigen ook een dergelijke vorm van aanpassing aan verschillende habitats, aangezien de soorten van het geslacht meestal de voorkeur geven aan warme klimaten en slechts gedeeltelijk winterhard zijn.

## Bedreiging
Alle inheemse Drosera-soorten worden beschermd in Duitsland, Oostenrijk en Zwitserland. Drosera-soorten worden ook wettelijk beschermd in andere Europese landen zoals Finland, Hongarije, Frankrijk en Bulgarije. In Centraal-Europa vormde lange tijd het gebruik van habitats door ontwatering en turfverwijdering de grootste bedreiging, waardoor de populaties van deze gevoelige planten nu in tal van regio's verdwenen of uitgestorven zijn. De ervaring leert dat eenmaal verloren locaties niet meer herwonnen kunnen worden door hervestiging, aangezien de ecologische reikwijdte qua locatiefactoren zeer beperkt is. Hoewel de afname van zonnedauw is vertraagd door de toegenomen wettelijke bescherming van de moerassen en anmoore en door pogingen om ze te renaturaliseren, worden de meeste zonnedauwsoorten nog steeds met uitsterven bedreigd. Het relatief onopvallende uiterlijk en de kleine, lage groei van deze planten maken beschermingsinspanningen ter plaatse doorgaans moeilijk. Zonnedauwplanten worden vaak over het hoofd gezien of helemaal niet herkend.
In twee van de drie belangrijkste verspreidingsgebieden, in Zuid-Afrika en Australië, staan de zonnedauwhabitats onder sterke menselijke druk. Met name de groeiende nederzettingen (Queensland, Perth, Kaapstad) en het droogleggen van wetlands voor land- en bosbouw brengen de populaties in gevaar die vaak alleen in geïsoleerde gebieden voorkomen. Door de droogtes die al meer dan tien jaar aanslepen in delen van Australië en waarschijnlijk een gevolg zijn van de opwarming van de aarde, worden locaties steeds droger, wat ook een indirecte bedreiging vormt voor de soort daar. Soorten die alleen op zeer nauw afgebakende locaties voorkomen, lopen het grootste risico op totaal verlies door het verzamelen van wilde planten. Vanwege de enorme overexploitatie voor export in Madagaskar, wordt Drosera madagascariensis als bedreigd beschouwd. Elk jaar worden daar 10-200 miljoen planten verzameld voor marketingdoeleinden.

## Fylogenetica
Het volgende cladogram toont de relaties tussen de verschillende secties of subgenres op basis van de analyses van Rivadavia et al. in 2003. Het monotypische gedeelte Meristocaulis is niet meegenomen in de onderzoeken, waardoor zijn positie in dit systeem onduidelijk is, maar recentere onderzoeken plaatsen het in de buurt van het gedeelte Bryastrum of integreren het daar. Omdat de Drosera-sectie polyfyletisch is, komt deze meerdere keren voor in het cladogram. Dit fylogenetische onderzoek heeft de noodzaak van een herziening van het geslacht nog duidelijker gemaakt.
|  | \| \| Sectie Drosera * \| \| \| \| \| \| Sectie Ptycnostigma \| \| \| \| |
|  |                                                                          |
|  | Sectie Drosera *                                                         |
|  |                                                                          |
|  | Sectie Drosera *                                                         |
|  |                                                                          |
|  | Sectie Ptycnostigma                                                      |
|  |                                                                          |

|  | Sectie Drosera *    |
|  |                     |
|  | Sectie Ptycnostigma |
|  |                     |

|  | \| \| Sectie Drosera * \| \| \| \| \| \| Sectie Ptycnostigma \| \| \| \| |
|  |                                                                          |
|  | Sectie Drosera *                                                         |
|  |                                                                          |
|  | Sectie Drosera *                                                         |
|  |                                                                          |
|  | Sectie Ptycnostigma                                                      |
|  |                                                                          |

|  | Sectie Drosera *    |
|  |                     |
|  | Sectie Ptycnostigma |
|  |                     |

|  | Ondergeslacht Ergaleium |
|  |                         |
|  | Sectie Phycopsis        |
|  |                         |

|  | Sectie Bryastrum    |
|  |                     |
|  | Sectie Lasiocephala |
|  |                     |

|  | Ondergeslacht Ergaleium |
|  |                         |
|  | Sectie Phycopsis        |
|  |                         |

|  | Sectie Bryastrum    |
|  |                     |
|  | Sectie Lasiocephala |
|  |                     |

|  | Ondergeslacht Ergaleium |
|  |                         |
|  | Sectie Phycopsis        |
|  |                         |

|  | Sectie Bryastrum    |
|  |                     |
|  | Sectie Lasiocephala |
|  |                     |

|  | Ondergeslacht Ergaleium |
|  |                         |
|  | Sectie Phycopsis        |
|  |                         |

|  | Sectie Bryastrum    |
|  |                     |
|  | Sectie Lasiocephala |
|  |                     |

|  | \| \| Sectie Drosera * \| \| \| \| \| \| Sectie Ptycnostigma \| \| \| \| |
|  |                                                                          |
|  | Sectie Drosera *                                                         |
|  |                                                                          |
|  | Sectie Drosera *                                                         |
|  |                                                                          |
|  | Sectie Ptycnostigma                                                      |
|  |                                                                          |

|  | Sectie Drosera *    |
|  |                     |
|  | Sectie Ptycnostigma |
|  |                     |

|  | \| \| Sectie Drosera * \| \| \| \| \| \| Sectie Ptycnostigma \| \| \| \| |
|  |                                                                          |
|  | Sectie Drosera *                                                         |
|  |                                                                          |
|  | Sectie Drosera *                                                         |
|  |                                                                          |
|  | Sectie Ptycnostigma                                                      |
|  |                                                                          |

|  | Sectie Drosera *    |
|  |                     |
|  | Sectie Ptycnostigma |
|  |                     |

|  | Ondergeslacht Ergaleium |
|  |                         |
|  | Sectie Phycopsis        |
|  |                         |

|  | Sectie Bryastrum    |
|  |                     |
|  | Sectie Lasiocephala |
|  |                     |

|  | Ondergeslacht Ergaleium |
|  |                         |
|  | Sectie Phycopsis        |
|  |                         |

|  | Sectie Bryastrum    |
|  |                     |
|  | Sectie Lasiocephala |
|  |                     |

|  | Ondergeslacht Ergaleium |
|  |                         |
|  | Sectie Phycopsis        |
|  |                         |

|  | Sectie Bryastrum    |
|  |                     |
|  | Sectie Lasiocephala |
|  |                     |

|  | Ondergeslacht Ergaleium |
|  |                         |
|  | Sectie Phycopsis        |
|  |                         |

|  | Sectie Bryastrum    |
|  |                     |
|  | Sectie Lasiocephala |
|  |                     |

|  | \| \| Sectie Drosera * \| \| \| \| \| \| Sectie Ptycnostigma \| \| \| \| |
|  |                                                                          |
|  | Sectie Drosera *                                                         |
|  |                                                                          |
|  | Sectie Drosera *                                                         |
|  |                                                                          |
|  | Sectie Ptycnostigma                                                      |
|  |                                                                          |

|  | Sectie Drosera *    |
|  |                     |
|  | Sectie Ptycnostigma |
|  |                     |

|  | \| \| Sectie Drosera * \| \| \| \| \| \| Sectie Ptycnostigma \| \| \| \| |
|  |                                                                          |
|  | Sectie Drosera *                                                         |
|  |                                                                          |
|  | Sectie Drosera *                                                         |
|  |                                                                          |
|  | Sectie Ptycnostigma                                                      |
|  |                                                                          |

|  | Sectie Drosera *    |
|  |                     |
|  | Sectie Ptycnostigma |
|  |                     |

|  | Ondergeslacht Ergaleium |
|  |                         |
|  | Sectie Phycopsis        |
|  |                         |

|  | Sectie Bryastrum    |
|  |                     |
|  | Sectie Lasiocephala |
|  |                     |

|  | Ondergeslacht Ergaleium |
|  |                         |
|  | Sectie Phycopsis        |
|  |                         |

|  | Sectie Bryastrum    |
|  |                     |
|  | Sectie Lasiocephala |
|  |                     |

|  | Ondergeslacht Ergaleium |
|  |                         |
|  | Sectie Phycopsis        |
|  |                         |

|  | Sectie Bryastrum    |
|  |                     |
|  | Sectie Lasiocephala |
|  |                     |

|  | Ondergeslacht Ergaleium |
|  |                         |
|  | Sectie Phycopsis        |
|  |                         |

|  | Sectie Bryastrum    |
|  |                     |
|  | Sectie Lasiocephala |
|  |                     |

|  | \| \| Sectie Drosera * \| \| \| \| \| \| Sectie Ptycnostigma \| \| \| \| |
|  |                                                                          |
|  | Sectie Drosera *                                                         |
|  |                                                                          |
|  | Sectie Drosera *                                                         |
|  |                                                                          |
|  | Sectie Ptycnostigma                                                      |
|  |                                                                          |

|  | Sectie Drosera *    |
|  |                     |
|  | Sectie Ptycnostigma |
|  |                     |

|  | \| \| Sectie Drosera * \| \| \| \| \| \| Sectie Ptycnostigma \| \| \| \| |
|  |                                                                          |
|  | Sectie Drosera *                                                         |
|  |                                                                          |
|  | Sectie Drosera *                                                         |
|  |                                                                          |
|  | Sectie Ptycnostigma                                                      |
|  |                                                                          |

|  | Sectie Drosera *    |
|  |                     |
|  | Sectie Ptycnostigma |
|  |                     |

|  | Ondergeslacht Ergaleium |
|  |                         |
|  | Sectie Phycopsis        |
|  |                         |

|  | Sectie Bryastrum    |
|  |                     |
|  | Sectie Lasiocephala |
|  |                     |

|  | Ondergeslacht Ergaleium |
|  |                         |
|  | Sectie Phycopsis        |
|  |                         |

|  | Sectie Bryastrum    |
|  |                     |
|  | Sectie Lasiocephala |
|  |                     |

|  | Ondergeslacht Ergaleium |
|  |                         |
|  | Sectie Phycopsis        |
|  |                         |

|  | Sectie Bryastrum    |
|  |                     |
|  | Sectie Lasiocephala |
|  |                     |

|  | Ondergeslacht Ergaleium |
|  |                         |
|  | Sectie Phycopsis        |
|  |                         |

|  | Sectie Bryastrum    |
|  |                     |
|  | Sectie Lasiocephala |
|  |                     |

|  | \| \| Sectie Drosera * \| \| \| \| \| \| Sectie Ptycnostigma \| \| \| \| |
|  |                                                                          |
|  | Sectie Drosera *                                                         |
|  |                                                                          |
|  | Sectie Drosera *                                                         |
|  |                                                                          |
|  | Sectie Ptycnostigma                                                      |
|  |                                                                          |

|  | Sectie Drosera *    |
|  |                     |
|  | Sectie Ptycnostigma |
|  |                     |

|  | \| \| Sectie Drosera * \| \| \| \| \| \| Sectie Ptycnostigma \| \| \| \| |
|  |                                                                          |
|  | Sectie Drosera *                                                         |
|  |                                                                          |
|  | Sectie Drosera *                                                         |
|  |                                                                          |
|  | Sectie Ptycnostigma                                                      |
|  |                                                                          |

|  | Sectie Drosera *    |
|  |                     |
|  | Sectie Ptycnostigma |
|  |                     |

|  | Ondergeslacht Ergaleium |
|  |                         |
|  | Sectie Phycopsis        |
|  |                         |

|  | Sectie Bryastrum    |
|  |                     |
|  | Sectie Lasiocephala |
|  |                     |

|  | Ondergeslacht Ergaleium |
|  |                         |
|  | Sectie Phycopsis        |
|  |                         |

|  | Sectie Bryastrum    |
|  |                     |
|  | Sectie Lasiocephala |
|  |                     |

|  | Ondergeslacht Ergaleium |
|  |                         |
|  | Sectie Phycopsis        |
|  |                         |

|  | Sectie Bryastrum    |
|  |                     |
|  | Sectie Lasiocephala |
|  |                     |

|  | Ondergeslacht Ergaleium |
|  |                         |
|  | Sectie Phycopsis        |
|  |                         |

|  | Sectie Bryastrum    |
|  |                     |
|  | Sectie Lasiocephala |
|  |                     |

|  | \| \| Sectie Drosera * \| \| \| \| \| \| Sectie Ptycnostigma \| \| \| \| |
|  |                                                                          |
|  | Sectie Drosera *                                                         |
|  |                                                                          |
|  | Sectie Drosera *                                                         |
|  |                                                                          |
|  | Sectie Ptycnostigma                                                      |
|  |                                                                          |

|  | Sectie Drosera *    |
|  |                     |
|  | Sectie Ptycnostigma |
|  |                     |

|  | \| \| Sectie Drosera * \| \| \| \| \| \| Sectie Ptycnostigma \| \| \| \| |
|  |                                                                          |
|  | Sectie Drosera *                                                         |
|  |                                                                          |
|  | Sectie Drosera *                                                         |
|  |                                                                          |
|  | Sectie Ptycnostigma                                                      |
|  |                                                                          |

|  | Sectie Drosera *    |
|  |                     |
|  | Sectie Ptycnostigma |
|  |                     |

|  | Ondergeslacht Ergaleium |
|  |                         |
|  | Sectie Phycopsis        |
|  |                         |

|  | Sectie Bryastrum    |
|  |                     |
|  | Sectie Lasiocephala |
|  |                     |

|  | Ondergeslacht Ergaleium |
|  |                         |
|  | Sectie Phycopsis        |
|  |                         |

|  | Sectie Bryastrum    |
|  |                     |
|  | Sectie Lasiocephala |
|  |                     |

|  | Ondergeslacht Ergaleium |
|  |                         |
|  | Sectie Phycopsis        |
|  |                         |

|  | Sectie Bryastrum    |
|  |                     |
|  | Sectie Lasiocephala |
|  |                     |

|  | Ondergeslacht Ergaleium |
|  |                         |
|  | Sectie Phycopsis        |
|  |                         |

|  | Sectie Bryastrum    |
|  |                     |
|  | Sectie Lasiocephala |
|  |                     |

|  | \| \| Sectie Drosera * \| \| \| \| \| \| Sectie Ptycnostigma \| \| \| \| |
|  |                                                                          |
|  | Sectie Drosera *                                                         |
|  |                                                                          |
|  | Sectie Drosera *                                                         |
|  |                                                                          |
|  | Sectie Ptycnostigma                                                      |
|  |                                                                          |

|  | Sectie Drosera *    |
|  |                     |
|  | Sectie Ptycnostigma |
|  |                     |

|  | \| \| Sectie Drosera * \| \| \| \| \| \| Sectie Ptycnostigma \| \| \| \| |
|  |                                                                          |
|  | Sectie Drosera *                                                         |
|  |                                                                          |
|  | Sectie Drosera *                                                         |
|  |                                                                          |
|  | Sectie Ptycnostigma                                                      |
|  |                                                                          |

|  | Sectie Drosera *    |
|  |                     |
|  | Sectie Ptycnostigma |
|  |                     |

|  | Ondergeslacht Ergaleium |
|  |                         |
|  | Sectie Phycopsis        |
|  |                         |

|  | Sectie Bryastrum    |
|  |                     |
|  | Sectie Lasiocephala |
|  |                     |

|  | Ondergeslacht Ergaleium |
|  |                         |
|  | Sectie Phycopsis        |
|  |                         |

|  | Sectie Bryastrum    |
|  |                     |
|  | Sectie Lasiocephala |
|  |                     |

|  | Ondergeslacht Ergaleium |
|  |                         |
|  | Sectie Phycopsis        |
|  |                         |

|  | Sectie Bryastrum    |
|  |                     |
|  | Sectie Lasiocephala |
|  |                     |

|  | Ondergeslacht Ergaleium |
|  |                         |
|  | Sectie Phycopsis        |
|  |                         |

|  | Sectie Bryastrum    |
|  |                     |
|  | Sectie Lasiocephala |
|  |                     |

|  | \| \| Sectie Drosera * \| \| \| \| \| \| Sectie Ptycnostigma \| \| \| \| |
|  |                                                                          |
|  | Sectie Drosera *                                                         |
|  |                                                                          |
|  | Sectie Drosera *                                                         |
|  |                                                                          |
|  | Sectie Ptycnostigma                                                      |
|  |                                                                          |

|  | Sectie Drosera *    |
|  |                     |
|  | Sectie Ptycnostigma |
|  |                     |

|  | \| \| Sectie Drosera * \| \| \| \| \| \| Sectie Ptycnostigma \| \| \| \| |
|  |                                                                          |
|  | Sectie Drosera *                                                         |
|  |                                                                          |
|  | Sectie Drosera *                                                         |
|  |                                                                          |
|  | Sectie Ptycnostigma                                                      |
|  |                                                                          |

|  | Sectie Drosera *    |
|  |                     |
|  | Sectie Ptycnostigma |
|  |                     |

|  | Ondergeslacht Ergaleium |
|  |                         |
|  | Sectie Phycopsis        |
|  |                         |

|  | Sectie Bryastrum    |
|  |                     |
|  | Sectie Lasiocephala |
|  |                     |

|  | Ondergeslacht Ergaleium |
|  |                         |
|  | Sectie Phycopsis        |
|  |                         |

|  | Sectie Bryastrum    |
|  |                     |
|  | Sectie Lasiocephala |
|  |                     |

|  | Ondergeslacht Ergaleium |
|  |                         |
|  | Sectie Phycopsis        |
|  |                         |

|  | Sectie Bryastrum    |
|  |                     |
|  | Sectie Lasiocephala |
|  |                     |

|  | Ondergeslacht Ergaleium |
|  |                         |
|  | Sectie Phycopsis        |
|  |                         |

|  | Sectie Bryastrum    |
|  |                     |
|  | Sectie Lasiocephala |
|  |                     |

## Systematiek
Volgens Seine & Barthlott, 1994 wordt het geslacht Drosera uitgebreid met herzieningen en nieuwe beschrijvingen in drie ondergeslachten en elf secties, gebaseerd op morfologische kenmerken. Decennialang zijn er nieuwe soorten ontdekt en beschreven, in de jaren 1940 waren er nog maar iets meer dan 80 soorten bekend, in 2018 al 244. Talrijke Australische soorten werden voor het eerst beschreven door de Australische Allen Lowrie. De taxonomie in dit opzicht werd in 1996 in twijfel getrokken door de Duitse botanicus Jan Schlauer, maar dit had niet de overhand.

## Gebruik

### Medicinale plant
Zonnedauw bevat verschillende medisch effectieve ingrediënten, namelijk naftochinonderivaten (plumbagin, droseron, ramentaceon) en flavonglycosiden (quercetine, myricetine, kamferolie). Zonnedauw werd gebruikt tegen droge hoest, ter versterking van het hart en als afrodisiacum, maar ook om zonnebrand en sproeten te behandelen. Als hoestmiddel werd het begin jaren 1990 nog steeds gebruikt in 200-300 goedgekeurde geneesmiddelen, meestal in combinatie met andere actieve ingrediënten. Tegenwoordig zijn sommige preparaten uit de homeopathie ook vertegenwoordigd, waarbij zonnedauw en andere actieve ingrediënten worden gebruikt als de oertinctuur. In Duitsland zijn er nu echter geen wilde collecties meer. In plaats daarvan worden ofwel gebieden in Madagaskar, Spanje, Frankrijk, Polen en de Baltische staten geoogst of wordt zonnedauw van Duitse kwekers gebruikt, met name de snelgroeiende soort Drosera madagascariensis, Drosera ramentacea, maar ook de rondbladige en gemene zonnedauw.

### Weefselkweek
De kleverige afscheidingen (hechtende stoffen) gevormd door de zonnedauw worden al gebruikt in de biogeneeskunde. Ze zijn een natuurlijke hydrogel en zijn daarom biocompatibel en weefselachtig. Omdat cellen aan elkaar kunnen kleven met de afscheiding, is het ideaal om weefsel te laten groeien.

### Sierplanten
Vanwege hun vleesetende en sierlijke vangbladeren zijn zonnedauwsoorten populaire sierplanten. De meeste soorten hebben echter maar beperkte marktkansen vanwege de moeilijke houdomstandigheden of de gecompliceerde reproductie. Naast de venusvliegenvanger zijn er nu echter een paar robuuste soorten als gewone carnivoren verkrijgbaar voor de massamarkt in veel tuincentra of bouwmarkten, met name de Kaapse zonnedauw en Drosera aliciae. De andere zonnedauwsoorten worden ook gekweekt door een wereldwijde kring van duizenden verzamelaars, bijna alle soorten zijn momenteel in cultuur. Aangezien veel zonnedauwsoorten een zeer smal verspreidingsgebied hebben en ook zeldzaam zijn in deze gebieden, heeft dit bijgedragen aan de achteruitgang en bedreiging van sommige soorten als gevolg van sterke collecties.

### Zonnedauwsoorten als voedsel
Bij de Australische Aboriginals zijn de knollen van de inheemse tubereuze drosera een populair voedsel.

## Etymologie, geschiedenis
De botanische naam komt van het Griekse "δρόσος", "drosos" voor "dauw". De Nederlandse naam is een vertaling van de oudere botanische naam "ros solis". Al deze namen zijn afgeleid van het glanzende uiterlijk van de talrijke druppels klierafscheiding aan het uiteinde van de tentakels, die doen denken aan druppels ochtenddauw.
Volgens Bock werden de zonnedauwsoort, evenals het gouden vrouwenhaarmos, voornamelijk gebruikt in de sympathiemagie van de volksgeneeskunde in de 16e eeuw. Vanuit het perspectief van de geleerde geneeskunde schreef hij het toe aan de adianton beschreven door Dioscurides. Daarna hadden ze de volgende effecten: aandrijven van urine en urinewegstenen, bevordering van de haargroei, genezende ziekten van de borst, lever, milt en huid. De alchemisten vertegenwoordigden de materia prima o.a. zonnedauwsoorten, het gouden haarmos en stinkende gouwe. Het selectiecriterium was de goudgele kleur van deze planten. Net als de maïsdauw, beschouwden de alchemisten de druppels klierafscheiding van de zonnedauwplant ("ros solis") ook als water geïmpregneerd met astrale zaden.

## Soorten in België en Nederland
Inheemse soorten uit België en Nederland:
- Kleine zonnedauw (Drosera intermedia)
- Lange zonnedauw (Drosera anglica)
- Ronde zonnedauw (Drosera rotundifolia)

## Enkele belangwekkende soorten
Drosera macrantha komt voor in de drogere gebieden in de wereld in het westen van Australië. Drosera macrantha groeit vanaf einde herfst tot de lente, daarna sterft het deel boven de grond af. De rest van het jaar is de plant verscholen als een knolletje diep onder de grond. Zo overleeft het 's zomers in west Australië, waar het erg warm kan worden en de plant meer vocht dreigt te verliezen dan dat het kan opnemen. Doordat deze knol water vasthoudt, kan de plant de hele zomer onder de grond overleven.
Drosera magnifica, de grootst bekende zonnedauw, is in 2015 beschreven naar aanleiding van een foto op Facebook. Drosera magnifica is een endeem en slechts te vinden op één berg: de Pico do Padre Ângelo, in het zuidoosten van Brazilië.